# رينالدو هيل
رينالدو هيل (بالإنجليزية: Renaldo Hill)‏ هو لاعب كرة قدم أمريكية أمريكي، ولد في 12 نوفمبر 1978 في ديترويت في الولايات المتحدة.

## وصلات خارجية
- رينالدو هيل على موقع مرجع كرة القدم المحترفة.كوم (الإنجليزية)